# New Zealand State Highway 93
Der New Zealand State Highway 93 (State Highway 93 oder in Kurzform SH 93) ist eine Fernstraße von nationalem Rang auf der Südinsel von Neuseeland.

## Geographie
Die Fernstraße besitzt eine Länge von 43 km und befindet sich im südlichen Teil der Südinsel. Die über ihre gesamte Länge zweispurig (je eine pro Fahrtrichtung) ausgebaute Straße verbindet den State Highway 1 bei Clinton mit dem etwas mehr westlichen Teil des State Highway 1 bei Mataura, südlich von Gore. Die Straße führt durch Teile der Regionen von Otago und Southland.

## Streckenführung
Der State Highway 93 beginnt an dem Abzweig vom State Highway 1 im westlichen Teil des kleinen Ortes Clinton und führt an seiner südwestlichen Seite aus dem Ort heraus. Nach einem zunächst südwestlichen Verlauf, schwenkt die Straße nach insgesamt 6 km in eine westliche Richtung, die sie auch bis kurz vor Mataura, ihrem Endpunkt beibehält. Auf dem Weg durch zumeist ebenes, nur durch kleine Hügelketten unterbrochenes Land, trifft der SH 93 auf die beiden kleinen Siedlungen Otaraia und Ferndale, bevor die Straße rund 4,5 km vor ihrem Endpunkt in einem weiten Bogen nach Südwesten schwenkt, um dann 270 m vor ihrem Ende in dem kleinen Ort Mataura in einem Rechtsknick über den Mataura River führt und im Kreuzungsbereich zum State Highway 1 noch die Bahnlinie des South Island Main Trunk Railway kreuzt.